# فيليبي كروز
فيليبي كروز (بالبرتغالية: Filipe Cruz‏) مواليد 7 سبتمبر 1969 في لواندا، هو لاعب كرة يد أنغولي معتزل تحول إلى التدريب بعد الاعتزال. حقق المركز الثالث في بطولة أفريقيا لكرة اليد للرجال 2016.

## سجل المنافسة
شاركت في البطولات التالية:
- الألعاب الأولمبية الصيفية 2016

## الميداليات
| الميدالية | المسابقة                            |
| --------- | ----------------------------------- |
| برونزية   | بطولة أفريقيا لكرة اليد للرجال 2016 |